# Barbatula kermanshahensis
Barbatula kermanshahensis är en fiskart som först beskrevs av Banarescu och Nalbant, 1966.  Barbatula kermanshahensis ingår i släktet Barbatula och familjen grönlingsfiskar. Inga underarter finns listade.